# Froissartage

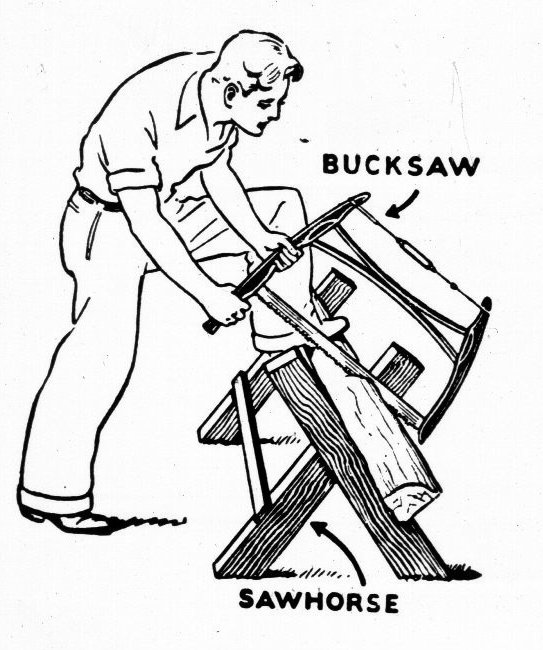

Il froissartage è una tecnica di pionieristica per le costruzioni messa a punto da Michel Froissart, commissario di distretto degli Scouts de France a Fontainebleau negli anni trenta. Ispirata alle pratiche paesane di costruzione di attrezzi, strutture o mobili, la tecnica è basata sul principio di assemblaggio con tenone e mortasa, oppure con cavicchi (senza usare quindi corde o cordini né chiodi e viti).
Il froissartage è utilizzato nel mondo scout per insegnare la manualità, l'essenzialità e il rispetto della natura (di solito ai campi estivi).
I principali attrezzi utilizzati sono:
- il coltellino
- l'accetta
- il succhiello
- il saracco
- la pialla
- lo scalpello
- il mazzuolo
- la raspa